# (19936) 1981 EZ12
A (19936) 1981 EZ12 a Naprendszer kisbolygóövében található aszteroida. Schelte J. Bus fedezte fel 1981. március 1-jén.